# Santa Ana (Cap-Vert)
Pour les articles homonymes, voir Santa Ana.
Santa Ana est une localité du sud-est de l'île de Santiago au Cap-Vert.

## Description
Santa Ana fait partie de la municipalité de Ribeira Grande de Santiago.
Elle est située à 2 km à l'est de Belém et à 9 km au nord-ouest de Cidade Velha.

## Localités voisines
- Rui Vaz, nord
- João Vareia, est
- Porto Gouveia, sud
- Porto Mosquito, sud-est

## Population
Au recensement de 2010, la ville comptait 957 habitants.